# César Melo
César Ribeiro Melo (Campo Maior, 13 de novembro de 1949) é um médico e político brasileiro com atuação no Piauí.

## Dados biográficos
Filho de Agenor Leite Melo e Heloísa Ribeiro Melo. Médico especializado em Pediatria e pós-graduado em Israel, dirigiu o Hospital Regional de Campo Maior antes de ingressar na política ao eleger-se deputado estadual pela ARENA em 1978. Após o fim do bipartidarismo migrou para o PDS e foi eleito prefeito de Campo Maior em 1982 ingressando no PFL no decorrer do mandato.
Reeleito deputado estadual em 1990 e 1994, foi secretário de Articulação Municipal nos últimos meses do governo Freitas Neto e ficou na suplência em 1998 retornando ao legislativo por convocação após Hugo Napoleão assumir o Palácio de Karnak em 19 de novembro de 2001 mediante decisão do Tribunal Superior Eleitoral que cassou o então governador Mão Santa anulando a votação deste naquelas eleições. Disputou um mandato de deputado federal em 2002, sem sucesso.
Seu pai foi membro da UDN e elegeu-se vereador de Campo Maior em 1948 e vice-prefeito do município em 1962 e seu irmão, Maurício Ribeiro Melo, foi eleito deputado estadual pelo Piauí em 1982 e 1986 e vice-prefeito de Campo Maior em 1996.  Sua irmã, Margarida Bona, foi eleita deputada estadual em 1998.